# 诺基亚5130
諾基亞5130 XpressMusic 是一款由諾基亞開發的智慧型手機。隸屬于XpressMusic系列，并運行諾基亞Series 40平臺。

## 首要特色
這款手機的40系列（S40）平台爲Java MIDP2.0和Adobe Flash精簡版3.0。這款手機擁有320×240分辨率屏幕和物理字母數字式鍵盤。還有支持成像和影像錄製的200萬像素後置攝像頭。支持播放MP3、AAC、WMA、WAV、AMR和其他格式。内置Opera Mini瀏覽器和即時消息Windows Live。

## 外部連結
- Nokia's official specifications page
- . Phone Scoop. Philadelphia: Phone Factor, LLC.   [2013-06-11]. （原始内容存档于2012-11-07）.